# Вологодское деревянное зодчество
Волого́дское деревя́нное зо́дчество — совокупность стилей и направлений в деревянной архитектуре Вологды, ансамбль деревянных особняков конца XVIII — первой четверти XX века.
Вологда обладает хорошо сохранившимся, богатым и оригинальным наследием русской городской деревянной архитектуры. К началу XXI века в Вологде насчитывается от 105 до 170 деревянных памятников архитектуры. В Вологде представлены все основные типы деревянных особняков XIX — начала XX века — дворянские, купеческие и мещанские, а среди архитектурных стилей — классицизм, ампир и модерн.
В городе в конце XIX — начале XX века сложился особый вид деревянного дома, так называемого «вологодского типа», — двухэтажный особняк, по форме — параллелепипед, вытянутый во двор с угловой лоджией над крыльцом.

## История
До начала XVIII века в Вологде практически все здания были деревянными. В камне возводились лишь церкви, исключениями являются несколько сохранившихся каменных гражданских сооружений (дом Гоутмана, более известный как дом Петра I, и палаты Архиерейского двора). Строительство из дерева преобладало и позднее, до середины XVIII века, в период действия указа Петра I с 1714 по 1722 годы, запрещавшего любое каменное строительство в стране, кроме Санкт-Петербурга. Деревянные здания представляли собой жилые хоромы — обычно одноэтажный бревенчатый дом на высоком подклете, с крутой крышей. Дом располагался внутри двора, а на улицу выходили заборы и стены хозяйственных построек (служб): конюшен, сараев, каретников.
Вологодский жилой дом, облик которого воссоздан по порядной записи 1684 года, по своей архитектуре был близок хоромам русского Севера и лишён характерных для вологодского деревянного зодчества черт. Судя по тексту Переписной книги 1711 года, наряду с одноэтажными домами, в Вологде было немало двухэтажных (и даже трёхэтажных) строений, причём двухэтажными могли быть не только жилые, но и хозяйственные постройки. Верхний ярус жилых построек занимали помещения, обозначаемые словами изба, горенка, свѣтлица, сѣни, клѣть (клѣтка), комната, на нижнем располагались подклѣтъ, жилой подклѣтъ, подызбица, анбаръ, погрѣбъ.
Угрешский архимандрит Пимен в своих «Воспоминаниях» так описывает древние деревянные жилые дома в Вологде по состоянию на 1820—1830-е годы:
| Я застал только уже немного домов прежнего построения. Бревна выбирались самые толстые, и домы эти строились по своему расположению совершенно отлично от теперешних: двухэтажные по лицу на пятерике, то есть на пяти саженях; внизу подклеты без окон с улицы, а только со двора два маленьких окна со слюдными рамами. Спереди вверху три волоковых окна. В длину дом имеет от 10 до 15 саженей и разделяется на три части: первая квадратная большая изба, перегороженная надвое, в большой половине два окна; а другая кухня с русскою печью. К избе приделывается голбец, ход в подполье, нечто вроде чулана, а вверху были поделаны полати; вокруг стен лавки; в переднем (красном) углу божница и перед нею стол. Над лавками по стенам полки для шляп, книг и всякой поклажи и назывались они воронец. В задней части дома была точно такая же большая квадратная изба, которая называлась горница, всегда холодная, без печи, с большими слюдными окнами; лавки и потолок крашены. Третью, среднюю, часть дома составляли сени; к ним примыкали две лестницы, одна в горницу и одна в избу. Во всю длину сеней были чуланы. Со двора пристраивалось крыльцо под навесом. Крыши остроконечные были крыты по скале тёсом; ворота крытые, с коньком и калиткою, на которой толстое кольцо, чтобы, ударяя им по бляхе, пришедший возвестил о своем приходе, и тут же веревочка, продёрнутая в дверь, посредством которой отдёргивали щеколду и входили во двор, к ночи же запирались засовом. На каждом дворе был свой колодезь; воду доставали очепом; везде своя баня, свой огород. Дома по улице не были в одну нить, но которые выдавались вперед, а иные вдавались назад. Я застал ещё в употреблении деревянную черепицу. Прежние, старые улицы были весьма узкие, кривые и грязные. |

Новый этап в развитии градостроительства Вологды начался в конце XVIII века, после принятия в 1781 году первого генерального плана города с новой сеткой прямых улиц и строительством домов вдоль красной линии по образцовым проектам. Обновлению старой застройки способствовал разрушительный пожар 1773 года и наводнение 1779 года. По образцовым проектам строились как каменные, так и деревянные дома. Деревянная застройка города была существенно разбавлена каменными строениями в 1770—1780-е годы, в период расцвета Вологды, связанного с образованием Вологодской губернии и наместничества. К началу XIX века каменное строительство в Вологде из-за упадка в экономике города затухает.
В XIX веке в городе ещё оставались чёрные избы. В чёрных избах печей не было, их заменял очаг. Правительственное распоряжение о выводе чёрных изб и устройстве в домах печей с трубами вышло в 1842 году. В 1882 году в Вологде числилось 1806 деревянных и 125 каменных домов.
А. И. Сазонов в книге «Такой город в России один» называет старейшим из сохранившихся деревянных памятников дом на улице Бурмагиных, 38, который он датирует серединой XVIII века. Однако М. В. Канин в статье «Загадка старого дома» опровергает датировку дома XVIII веком, доказывая, что дом был построен в самом начале XIX века.
Вероятно, старейшее сохранившееся деревянное здание в Вологде — дом Засецких постройки 1790-х годов.

### Деревянное зодчество XVIII — середины XIX века

#### Дворянские дома
С XVIII века деревянное зодчество Вологды развивается согласно стилевым тенденциям, наиболее характерным для каменной архитектуры этого времени. Дворянские дома и усадьбы строились преимущественно в стиле классицизм, многие из них по образцовым проектам. В таких деревянных домах обязательным элементом являлся четырёх-, шести- или восьмиколонный портик на главном фасаде. Парадное крыльцо ориентировалось во двор.
Дворянские усадьбы группировались в городе по сословному признаку, преимущественно вдоль Петербургской (современная Ленинградская), Большой Дворянской (современная Октябрьская) и Екатерининско-Дворянской улицы (современная улица Герцена). Во дворе усадьбы строился каретник. К числу выдающихся памятников классицизма в вологодском деревянном зодчестве относят дом Левашова, дом Засецких и дом Волкова.
- Примеры дворянских домов Вологды XVIII — середины XIX века
- Дом Засецких
(1790-е гг.)
- Дом Левашова
(1829 г.)
- Дом Волкова
(1-я треть XIX в.)
- Дом Пузан-Пузыревского
(1831—1833 гг.)

#### Купеческие дома
Купеческие дома первой половины XIX века не имели фронтонных портиков, их особенностью было наличие мезонина, однако, классическая композиция с соответствующими элементами декора продолжала применяться. Пример такого здания — бывший дом Соковикова. В этом особняке с антресолями и парадным крыльцом со двора уже намечается разделение дома на две почти полностью изолированные по этажам квартиры, что предвосхищает формирование в последующем характерных для деревянного зодчества города домов так называемого «вологодского типа». Два этажа в таких домах объединены только общим входом и вынесенными в пристройки лестницами.

#### Мещанские дома
Дома для мещан строились преимущественно одноэтажными, с фасадом в три окна. Окна заглублялись в арочные ниши, в тимпаны помещали деревянные розетты или вставки в виде развёрнутого веера. На боковые фасады выходили антресоль или крещатый мезонин. Антресольный этаж позволял заказчику дома значительно увеличивать полезную площадь жилья, не нарушая требования «образцового фасада» и регламента застройки. Такие дома обладают цельностью объёмно-пространственного решения.
- Примеры мещанских и купеческих домов Вологды XVIII — середины XIX века
- Дом Соковикова
(1840-е гг.)
- Дом с мезонином
(1840-е гг.)
- Дом Дружинина
(середина XIX в.)
- Дом Юшина
(середина XIX в.)

### Деревянное зодчество второй половины XIX века — начала XX века
С середины XIX века формируется традиционный для деревянной архитектуры Вологды тип дома — двухэтажный особняк, по форме близкий к кубу и вытянутый вглубь двора. Обязательным элементом является балкон-лоджия, под которым находится крыльцо и лестница с отдельными входами в квартиры на первый и второй этажи. Вход в дом, в отличие от домов более раннего периода, расположен с улицы. В зависимости от размеров дома, на каждом этаже находилась одна или несколько квартир. В этих домах для декора карнизов, крыльца, балконов, наличников часто применяется пропильная резьба.

Для предохранения конструкций дома от воды, стекающей с крыши, дома имеют значительно вынесенный карниз, зачастую пластичной формы, напоминающий повал в древнерусском деревянном зодчестве. Дома, находящиеся в пожароопасной близости друг от друга, оборудовали брандмауэрами.
К концу XIX в. в Вологде, как и во многих других провинциальных городах, в архитектуре каменных зданий стёрлись следы местных особенностей. Но вологодские деревянные дома, построенные на рубеже прошлого и нынешнего веков, отличаются ярко выраженными своеобразными чертами.
К концу XIX века в Вологде стали появляться деревянные доходные дома. Как правило, такой дом вытянут вдоль главного фасада, с балконом в центре или по краям. Хорошо сохранившиеся примеры таких зданий — дом Самарина и дом на проспекте Победы, 32.
Период архитектуры модерна выразился в появлении в Вологде деревянных домов с применением новых композиционных приёмов: удлинением фасада по улице, появлении завершений в виде башенок, а также увеличением высоты дома за счёт оконных проёмов.

### Советский период
Строительство деревянных особняков после 1917 года прекратилось. Однако дерево до середины XX столетия остаётся основным строительным материалом. Выдающийся памятник деревянного зодчества этого периода — Дворец культуры железнодорожников, построенный в 1927 году с элементами стиля модерн.
Основной тип строения второй четверти XX века — деревянный барак. В зданиях, построенных в этот период, встречаются элементы конструктивизма. Примером комплексной застройки деревянными домами с элементами этого стиля является посёлок Льнокомбината (1930—1940-е годы).

## Конструктивные элементы и декор деревянной усадьбы

### Конструкция деревянного дома
В основе конструктивной схемы деревянного дома лежал сруб, сложенный из венцов «в обло», с заглублёнными по отношению к фасаду окнами. В Вологде жилые дома редко оставлялись в виде открытого сруба — как правило они обшивались досками, которые затем покрывались олифой в два слоя; обработанное таким образом дерево с течением времени приобретало сероватый оттенок. Деревянные рубленые дома строились на столповых или сплошных каменных фундаментах. Для теплоизоляции часто укладывалась просмолённая берёста.
Деревянные дома, вне зависимости от достатка хозяина и сословной принадлежности, строились на усадебных участках. Хозяйственные постройки располагались во дворе, остальную часть усадьбы составляли огород и сад.

### Декор
В декоре дома могли использоваться как традиционные наличники, так и сложные украшения в стиле модерн. Модерн в декоре домов выражался в убранстве балконов ниспадающими складками, подзорами в виде свисающих кистей, выпиленных лилий, животных, цветов. Углы фасада декорировали плоскими резными узорами, чаще заключёнными в рамку. Украшения элементов дома не были избыточными:

«По традиции вологодские мастера строили „как мера и красота скажут“, искали эту красоту не в украшательстве фасадов, а в самом главном и самом трудном — в гармонии пропорций и стройности силуэта».

|                                                      |  |                                           |  |                                                                                      |
| Наличники разных типов дома на Зосимовской улице, 21 |  | Резной пилон дома на улице Лермонтова, 29 |  | Пропильная резьба в декоре балкона и карниза. Дом Воробьёва (улица Засодимского, 14) |

Резные украшения выполнялись преимущественно пропильной резьбой. Ей украшались карнизы, крыльца, балконы, наличники, резные аттики и иногда декоративные фронтоны. Исключения с глухой и объёмной резьбой немногочисленны. Объёмная резьба чаще использовалась для украшений дверей. А. А. Рыбаков так описывает особенности вологодской пропильной резьбы:

В искусстве пропильной резьбы вологодские мастера достигли больших успехов, особенно в украшении карнизов и балконов. Опоясывающий дом резной фриз напоминает ажурную ленту мерного кружева. Этот неудержимый поток орнаментальной фантазии народных мастеров явился своеобразной реакцией на архитектурные каноны классицизма.

Наличники окон первого этажа часто завершались полукружием, а на втором имели прямоугольную форму. В нише полукружия помещалась розетка или стилизованная корона.
|                                                      |  |                                                           |  |                                                                                            |
| Веерообразные розетки в нишах окна. Улица Гоголя, 96 |  | Мезонин с декором в стиле модерн. Улица Чернышевского, 15 |  | Входные двери и крыльцо с декором в стиле модерн. Дом Бутыриной (Благовещенская улица, 22) |

### Резной палисад
Палисад — штакетник, обрамляющий палисадник перед домом. В палисаднике высаживали деревья, декоративные кусты и цветы. Палисады не совсем типичны для Вологды, но встречались у многих домов вплоть до 1960-х — 1980-х годов, когда большая их часть оказалась утрачена в ходе расширения улиц.
Вологодский резной палисад стал знаменит благодаря песне «Вологда» группы «Песняры».

### Ворота деревянного дома
Все вологодские деревянные дома имели внутренние огороженные дворы, в которые вели ворота. Центральная часть ворот, состоящая из двух створок, предназначалась для проезда. Слева и (или) справа располагались калитки для прохода.

## Современное состояние и проблемы сохранения
Из 115 исторических городов России лишь 16 имеют памятники деревянного зодчества. Наряду с Вологдой обычно выделяют Томск, и в меньшей степени — Арзамас.
С начала 1970-х годов, после включения Вологды в список исторических городов, ЦНИИП градостроительства проводятся работы, посвящённые охране её исторического наследия. В конце 1980-х годов утверждён новый проект зон охраны памятников. 26 июня 2009 года утверждены Правила землепользования и застройки, которые включают зоны охраны памятников истории и культуры.
Под государственной охраной в Вологде состоит 105 деревянных памятников. В 1990-е — 2000-е годы многие памятники затронул незаконный или необоснованный снос. По данным на 2005 год, из 105 памятников утрачено полностью 25, частично — 4, в аварийном состоянии — 4. Искажены переделками 10 объектов. Реставрации подверглись 26 объектов. По данным на начало 2010 года, в списках деревянных памятников архитектуры Вологды находится 155 объектов.
| Особую тревогу как в Вологде, так и в других городах, вызывают жилые деревянные дома, состоящие на балансе ЖКХ муниципальных образований, многие из которых требуют капитального ремонта, но не ремонтируются. Здания приходят в такое состояние, когда ремонт становится невозможным. |

Серьёзной проблемой является сохранение не только отдельных памятников, но целостной историко-архитектурной среды, являющейся неотъемлемой частью Вологды как исторического города:

В историческом поселении государственной охране подлежат все исторически ценные градоформирующие объекты: планировка, застройка, композиция, природный ландшафт, археологический слой, соотношение между различными городскими пространствами (свободными, застроенными, озеленёнными), объёмно — пространственная структура, фрагментарное и руинированное градостроительное наследие, форма и облик зданий и сооружений, объединённых масштабом, объёмом, структурой, стилем, материалами, цветом и декоративными элементами, соотношение с природным и созданным человеком окружением, различные функции исторического поселения, приобретённые им в процессе развития, а также другие ценные объекты.
— Федеральный Закон РФ от 25 июня 2002 года № 73-ФЗ «Об объектах культурного наследия (памятниках истории и культуры) народов Российской Федерации»
Несмотря на защиту закона, государственная охрана неэффективна, и целостность ансамбля деревянной архитектуры Вологды непрерывно разрушается. В 1990—2000-е гг. ведётся замещающая застройка центра города в стиле «историзм». Многие проекты являются имитациями памятников, выполненными в кирпичных конструкциях, обшитых деревом или имитирующими его материалами, создающими внешнее сходство с фасадом утраченного памятника.

## Вологодское деревянное зодчество в массовой культуре
Вологодское деревянное зодчество стало известно во всём Советском Союзе в 1976 году благодаря песне «Вологда» ВИА «Песняры».
Также Вологда упоминается рефреном по всей песне Владимира Высоцкого «Попутчик»
Несколько памятников деревянного зодчества Вологды запечатлены в кинофильме «Мелкий бес» — дом Вахрамеева (улица Гоголя, 53а), дом Воробьёва (улица Засодимского, 14) и дом Колесникова (улица Кирова, 15).